# Meliceria tragardhi
Meliceria tragardhi är en skalbaggsart som beskrevs av Mary E. Palm 1938. Meliceria tragardhi ingår i släktet Meliceria, och familjen kortvingar. Enligt den svenska rödlistan är arten otillräckligt studerad i Sverige. Arten förekommer i Svealand. Artens livsmiljö är skogslandskap, jordbrukslandskap.